# Tat'jana Fachrutdinova
Tat'jana Rudol'fovna Fachrutdinova (in russo Татьяна Рудольфовна Фахрутдинова?; 20 dicembre 1969) è un'ex schermitrice russa, specializzata nella spada. Ha vinto una medaglia d'oro ai Campionati mondiali di scherma.

## Palmarès
In carriera ha conseguito i seguenti risultati:
- Mondiali di scherma

Nîmes 2001: oro nella spada a squadre.
- Europei di scherma

Bolzano 1999: argento nella spada a squadre.
Coblenza 2001: argento nella spada a squadre ed individuale.
Bourges 2003: oro nella spada a squadre.